# حمله ۱۳۹۷ خاص‌اروزگان
حمله به روستاهای ولسوالی خاص‌اروزگان یک حمله مسلحانه از طرف طالبان برای سرکوب نیروهای دفاعی و تصرف برخی روستاهای هزاره نشین کندلان، حسینی، حمزه‌ی، کاریز و گردچمن که مربوط به ولسوالی خاص‌اروزگان است می‌باشد. این حمله از تاریخ ۵ عقرب ۱۳۹۷ شروع شد و بعدها به برخی از مناطق ولایت غزنی، از جمله مالستان و جاغوری گسترش یافت. در این حملات بیش از ۷۰ تن کشته و بسیاری از مردم زخمی و از خانه‌هایشان آواره شدند.

## جزئیات حمله
طالبان حمله وسیعی حدود ساعت ۸ شب روز ۵ عقرب/آبان ۱۳۹۷ به روستای کندلان را شروع کرد، که بعدها دامنه این حملات به مناطق دیگر ولایت ارزگان و غزنی شامل «حسینی، حمزه‌ی، کاریز، گردچمن و زردک و چکتمور شیرداغ از ولسوالی مالستان» گسترش یافت. این حمله زمانی به وقوع پیوست که یکی از فرماندهان خیزش‌های مردمی به نام حکیم شجاعی (یکی از فرماندهان پلیس محلی که در حکومت‌های قبل برای تأمین امنیت ولسوالی اروزگان خاص با دولت همکاری می‌کرد) به روستای کندلان رفته بود که مورد حمله شدید طالبان قرار گرفته و چند تن از افراد و معاون وی در این حمله کشته شدند اما خود وی توانست از محاصره طالبان فرار کند. طالبان پس از تصرف مناطق کندلان و حسینی دست به کشتار مردم ملکی زده و خانه برخی از مردم محل را نیز آتش زده‌اند و عده‌ای را اسیر کردند. دفتر مطبوعاتی والی غزنی خبر می‌دهد که حدود ۳۰۰ خانوار از مناطق کندلان و حسینی به این ولایت آواره شده‌اند. دولت افغانستان یک هفته پس از وقوع حمله، نیروهای امنیتی را به محل فرستاد اما برخی منابع محلی اعلام کرده‌اند که این نیروها در مالستان مستقر شده و به محل درگیری نرفته‌اند.

## مذاکره
در ۱۳ عقرب ۱۳۹۷ رئیس‌جمهور افغانستان یک هیئت را برای ریشه‌یابی و حل این حمله که «منازعه» خواند تشکیل داد.

## واکنش‌ها
- سرور دانش معاون دوم رئیس‌جمهور از عملکرد دولت در مورد جنگ ارزگان انتقاد کرد و از مردم خواست که قدرتمندانه در برابر تجاوز تروریستان از عزت خود دفاع کنند.[۱]
- کمیسیون مستقل حقوق بشر افغانستان در اعلامیه‌ای هشدار داد که ادامه جنگ منجر به نقض حقوق بشری شهروندان می‌شود و با تأیید آوارگی صدها خانوار و کشته شدن بیش از ۶۰ تن از دولت خواست تا اقدام‌های لازم و فوری برای پایان دادن به این درگیری اتخاذ کند تا از یک فاجعه دیگر انسانی جلوگیری شود.[۶]